# Свирські
Свирські — князівський рід Великого князівства Литовського і Руського. За своїм походженням вважалися одним із найдавніших аристократичних династій.
Прізвище походить від міста Свир, де родоначальник династії мав маєток.  від Свір на однойменному озері. В історичних джерелах зустрічаються з першої половини XIV століття. 

## Історія
Родина була дуже розгалуженою і, як наслідок, їхні статки занепали. Першими відомими представниками роду був Олександр Свирський, який підписував, разом з Великим князем Литовським і Руським Свидриґайлом, угоду з Лівонським орденом від 15 травня 1432 року; та Ерик і Роман Свирські, що засвідчили Угоду між Великим князем Сигізмундом Кейстутовичем та королем Яґайлом від 20 січня 1434 року.
У 1452 р. разом з іншими князями Свирськими згадується Івашко Свирський, якого прийнято вважати братом Романа. Від Івашки Свирського походить окрема гілка князів Свирських.
У середині XV століття у документах згадуються князі Івашко, Бутвід, Талімонт та Сокіл Свирські. Різні лінії Свірських у 2-й половині 15 століття називали себе також Бутвідовичами, Пригчевичами, Сяницькими, Тальмонтами та Турами. 
В Речі Посполиті були відомі князі Свирські гербу Лис (Лис VI або герб Свирських), рід з Поділля та Свирські гербу Шалава, деякі представники якого також використовували княжий титул.
Вигляд герба: у червоному полі двічі перехрещена срібна стріла наконечником нагору, над шоломом князівська корона. Князі Свирські перебували у близькому рідстві з князями Ґедройцями.
Свирським належали маєтки Свир, Мядель, Кобильник, Сирмеж, Больківщина, Свирани, Ворняни та Тракеники з навколишніми селами, землями, лісами та озерами.
В ХІХ столітті рід Свирських було внесено до VI та I ч. родоводів книг Віленської, Вітебської, Ковенської, Мінської та Подільської губерній, де мали невеликі маєтки. Жили також у Могилівській губернії.